# Alguber
Alguber ist eine Gemeinde (Freguesia) im portugiesischen Kreis Cadaval. In ihr leben 833 Einwohner (Stand 19. April 2021).